# José Manuel Poveda
Pour les articles homonymes, voir Poveda (homonymie).
José Manuel Poveda, né en février 1888 à Santiago de Cuba et mort le 2 janvier 1926 à Manzanillo (Cuba), est un poète et journaliste cubain. Son poème El grito abuelo, qui fait partie du recueil Versos precursores (1917), est considéréré comme pionnier du « négrisme cubain ».